# Abborrtjärnen (Högsjö socken, Ångermanland, 696438-159813)
Abborrtjärnen är en sjö i Härnösands kommun i Ångermanland och ingår i Ångermanälven-Gådeåns kustområde. Sjön har en area på 0,139 kvadratkilometer och ligger 209,6 meter över havet.

## Delavrinningsområde
Abborrtjärnen ingår i det delavrinningsområde (696418-159808) som SMHI kallar för Utloppet av Abborrtjärnen. Medelhöjden är 230 meter över havet och ytan är 0,69 kvadratkilometer. Det finns inga avrinningsområden uppströms utan avrinningsområdet är högsta punkten. Vattendraget som avvattnar avrinningsområdet har biflödesordning 3, vilket innebär att vattnet flödar genom totalt 3 vattendrag innan det når havet efter 24 kilometer. Avrinningsområdet består mestadels av skog (80 procent). Avrinningsområdet har 0,14 kvadratkilometer vattenytor vilket ger det en sjöprocent på 19,8 procent.